# Le Rêve du Celte
Le Rêve du Celte (en espagnol : El sueño del celta) est un roman de Mario Vargas Llosa, écrivain péruvien et prix Nobel de littérature, paru en 2010. 

## Résumé
Le livre met en scène Roger Casement (1864-1916) et le suit dans les trois grandes causes auxquelles il a consacré sa vie. La première est celle du diplomate britannique en poste dans l'État libre du Congo qui remet en 1904 un rapport accablant sur les atrocités commises par les autorités coloniales. La seconde est l'enquête qu'il mène pour son gouvernement en Amazonie péruvienne sur les méthodes inhumaines d'exploitation du caoutchouc par la Peruvian Amazon Company : ces deux rapports lui vaudront d'être anobli en 1911. Son dernier combat est celui du nationaliste irlandais qui lutte pour libérer sa patrie du joug britannique, ce qui se terminera par une condamnation pour trahison. C'est du fond de sa prison londonienne que Casement revient, en les entrelaçant, sur chacune de ces luttes contre la cupidité et l'asservissement.
Le titre du roman est celui d'un poème figurant dans les papiers de Roger Casement.

## Place dans l'œuvre romanesque
Ce roman est le troisième d'une trilogie que l'auteur a consacrée à « la lutte contre les oppressions » : celle du fascisme de Leónidas Trujillo dans La Fête au Bouc et celle du « machisme tribal » dans Le Paradis – un peu plus loin, mais sans réussir à toucher autant que ces deux romans.

## Réception
Dès sa parution en 2010, l'ouvrage a été un best-seller en Espagne. Lors de sa parution en français, il est salué comme « un grand livre d'histoire ». Tout en reconnaissant la valeur exemplaire de « cette stèle biographique élevée à Roger Casement », Thierry Guinhut avoue qu'il ne parvient pas à s'émouvoir pour « un héros trop granitique et réservé » et se demande : « sommes-nous réellement à la hauteur du roman ? Ou, plus modestement, à celle du reportage, du document d’historien ? La narration reste trop souvent monocorde, voire répétitive, déflorant trop tôt et sans surprise, dans les scènes carcérales, le mystère de la haute trahison anti britannique. »